# Жуков Олег Іванович
Олег Іванович Жуков (нар. 14 вересня 1920, Юзівка — пом. 9 квітня 2010) — радянський футболіст і тренер. Нападник «Шахтаря» (Сталіно) і «Динамо» (Київ), бронзовий призер чемпіонату СРСР 1951 у складі «Шахтаря». Перший головний тренер в історії «Карпат» Львів (1963 рік), згодом очолював, зокрема «Авангард» (Жданов). Майстер спорту СРСР (1959).

## Життєпис

### Кар'єра гравця
У футбол почав грати в місті Сталіно, у 1937 році виступав за шкільну збірну міста та команду «Локомотив» (Сталіно).
У 1943 році, після зайняття міста радянськими військами, нападника запросили грати в головний клуб міста — «Сталінець». Став одним з ключових футболістів нападу, у сезоні 1945 став найкращим бомбардиром клубу, забивши 7 м'ячів у 17 поєдинках.
Упродовж сезонів 1946—1948 виступав за найсильнішу команду республіки, київське «Динамо», у першості Радянського Союзу 1948 посів з клубом четверте місце.
У 1949—1951 — знову у «Шахтарі» (клуб змінив назву у 1946 році), де зумів досягти найвищого тоді результату команди в історії — 3-є місце в чемпіонаті СРСР 1951.
Працездатний, швидкісний, маневровий футболіст.

### Тренерська діяльність
Працював у тренерському штабі «Шахтаря» Сталіно (1958 — червень 1960), був головним тренером «Сільмаша» Харків, працював у місті Кадіївка, головним тренером «Карпат» Львів (перший наставник в історії команди, чемпіонат 1963 року) та «Авангарду» Жданов. Багато років очолював відділ футболу донецького обласного ДСТ «Авангард», також працював інспектором на матчах під егідою футбольної федерації Донецької області. У 2000-х роках був одним з небагатьох колишніх гравців «Шахтаря», хто залишився з покоління, що грало в 1950-1960-х роках.
У 2006 році нагороджений почесним клубним знаком «Шахтаря» «За заслуги перед клубом» II ступеня, у 2009 році був серед почесних гостей на відкритті «Донбас-Арени».
Навіть у поважному віці зберіг гарне здоров'я і добру пам'ять, охоче розповідав про матчі минулого.
Пережив інсульт, після якого Олега Жукова шпиталізували. Помер у лікарні 9 квітня 2010 року.